# Киларни
Киларни (на английски: Killarney; на ирландски: Cill Áirne) е град в югозападната част на Ирландия, графство Кери на провинция Мънстър. Разположен е на северния бряг на езерото Лох Лийн, което е в състава на парка Киларни Нашънал Парк. Сред архитектурните забележителности са катедралата „Сейнт Мери“ и замъка „Рос Касъл“. Намира се на 32 km южно от административния център на графството Трали. Има жп гара, която е открита на 15 юли 1853 г. Населението му е 13 497 жители от преброяването през 2006 г. 

## Побратимени градове
- Спрингфийлд (Илинойс) САЩ